# La battaglia (film 1933)
La battaglia (La Bataille) è un film del 1933 diretto da Nicolas Farkas e Victor Touriansky.

## Trama
Il giovane tenente di vascello della marina giapponese, marchese Yorisaka, sposato con la giovane Mitsuko, è educato ai modi vita occidentali e per questo è in amichevoli rapporti con Fergan, un ufficiale d collegamento della Royal Navy britannica distaccato in Giappone. La frequentazione della coppia porta Fergan ad innamorarsi segretamente di Mitsuko. Yorisaka, da parte sua, approfitta di questa amicizia per apprendere moderne tecniche di combattimento navale.
Ma il capitano Irata, superiore di Yorisaka, fedele alla tradizione nipponica e contrario ai modi occidentali, avversa l'introduzione di queste novità. Mentre si sviluppano questi contrasti, la flotta giapponese è chiamata alla lotta contro un esercito invasore e la battaglia navale, terribile e sanguinosa, vedrà la vittoria nipponica grazie anche alle nuove tecnologie adottate.

## Produzione
La battaglia, tratto da un romanzo pubblicato nel 1909 dallo scrittore Claude Farrère, (che in precedenza era stato Ufficiale di marina ed aveva frequentato a lungo l'Estremo Oriente anche come diplomatico), fu il frutto di una co produzione promossa da Bernard Natan per la Francia e dalla società britannica "Liano Film". Fu la prima regia affidata a Nicolas Farkas, che era stato l'apprezzato direttore della fotografia di Pabst sul set del Don chisciotte, a cui fu affiancato l'esperto Tourianskji. In precedenza, La battaglia era stato già ridotto per il teatro e per un film muto giapponese del 1921.
Il film venne girato negli stabilimenti di Épinay e, per gli esterni, nella baia di Tolone, base alla Marina militare francese, che mise anche a disposizione dei vascelli per le riprese. Fu realizzata anche una versione inglese The battle nella quale l'interprete maschile restò Charles Boyer, mentre Merle Oberon prese il posto di Annabella nella parte di Mitsuko.

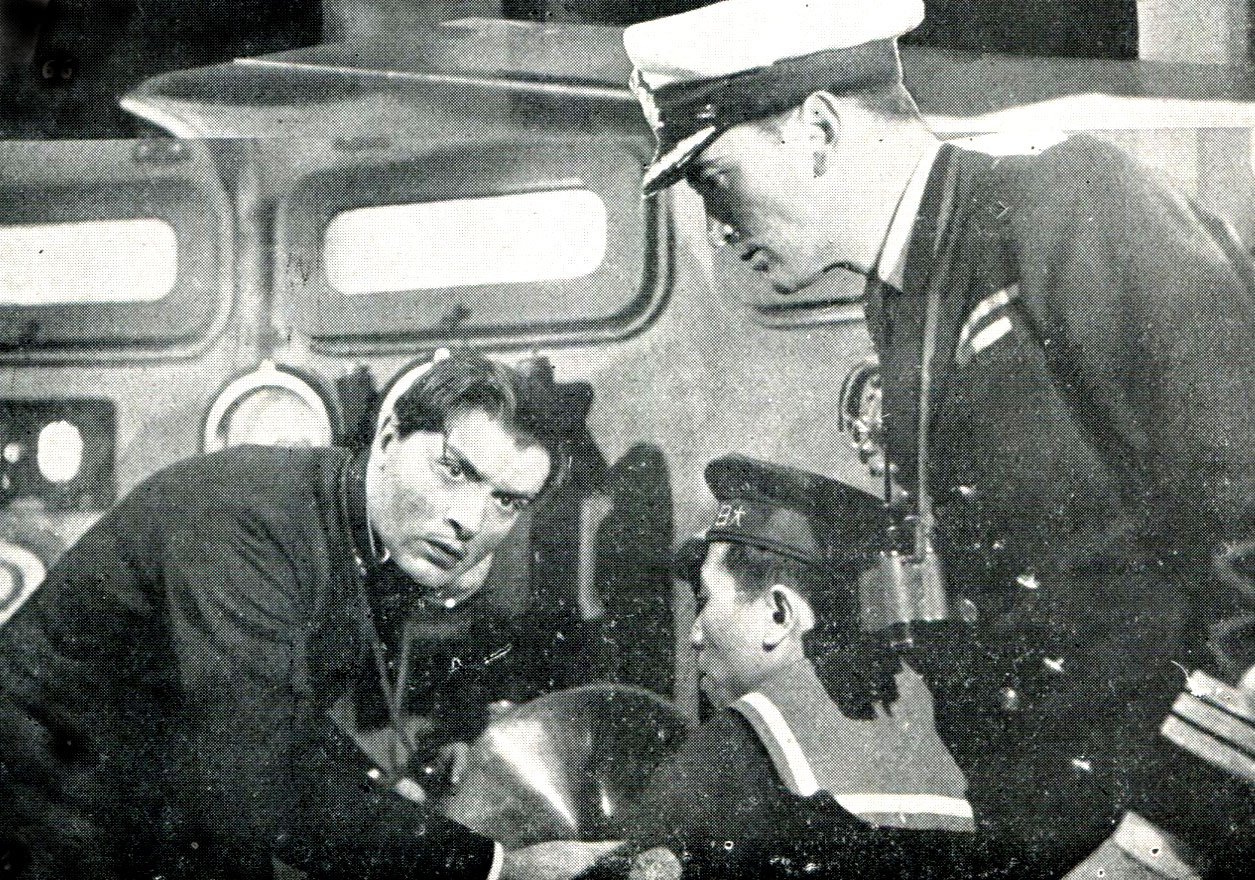
Foto di scena del film con Valéry Inkijinoff e John Loder

Il libro di Farrère venne scritto solo tre anni dopo la battaglia di Tsushima ed è ispirato a quella vicenda bellica, la cui rievocazione occupa praticamente tutto il secondo tempo della pellicola. Tuttavia nel film essa non viene citata esplicitamente. Nonostante questa ed altre modifiche apportate alla trama del suo romanzo, Farrère approvò le varianti cinematografiche definendo il film «meraviglioso ed ammirabile».

## Distribuzione
Il film ebbe una vasta distribuzione internazionale. Oltre ai due paesi di produzione esso venne proiettato tra l'altro anche in Germania ed Austria (Die Schlacht), in Spagna e nei paesi di lingua spagnola (La batalia), in Brasile e Portogallo (La batalha). in Svezia (Den Stora Bataljien) e negli Stati Uniti. In Italia La battaglia venne distribuito in versione doppiata nel marzo - aprile del 1934 della "Mander Film".

## Accoglienza
In Francia. Nel paese di principale produzione La battaglia ebbe accoglienze calorose ed ottenne successo di pubblico. Alcuni commentatori (Ciné Comoedia) lo indicarono come una prova dell'esistenza di un cinema francese, in quel periodo di crisi, definendolo «una battaglia vinta», mentre Suzanne Chantal lo definì su Cinémonde «un film bellissimo, interpretato in modo ammirevole». 

In Italia. La critica italiana apprezzò generalmente il film, valorizzando «la sua fosca ed allucinante atmosfera e la sua cupa ed esaltante concitazione che ne fanno uno dei quarti d'ora più vividi che ci abbia dato la cinematografi di guerra». Analogamente per La Stampa si trattava di «un film come capita raramente di vedere sugli schermi per il suo nerbo e per i mezzi impiegati». Nondimeno vi fu anche chi sostenne che «non si sentiva affatto il bisogno, ora che il commercio del Sol Levante minaccia tante industrie europee, di esaltare l'eroismo del marinaio giapponese».